# Късокрил кюкавец
Късокрилият кюкавец (Actitis hypoleucos) е птица от семейство Бекасови (Scolopacidae). Среща се и в България.

## Физически характеристики
Възрастните са 18-20 cm дълги с размах на крилете 32-35 cm. Има слабо изразен сезонен и възрастов диморфизъм. Възрастните през размножителния период отгоре са тъмнокафяви, гърдите и шията отстрани са светлокафяви, а останалата долна част на тялото е бяла. През другите сезони оперението отгоре е маслинено-кафяво, при младите с тъмножълти ръбове на перата. Издавани звуци: най-често издава звънливо и високо „ти-ти-ти“.

## Разпространение
Обитава крайбрежия на сладководни водоеми в равнини и планини. Размножава се в умерените и субтропични райони на Европа и Азия. Мигрира през зимата в Африка, Южна Азия и Австралия.